# Rio Colbul
O Rio Colbul é um rio da Romênia, afluente do Bistriţa, localizado no distrito de Bistriţa-Năsăud.